# اندرو رنلز
اندرو رنلز (به انگلیسی: Andrew Rannells) (زاده ۲۳ اوت ۱۹۷۸) بازیگر ، خواننده آمریکایی است.
از فیلم‌های معروف او می‌توان به بازی در فیلم کارآموز، جایگزین و زنان ازدواج‌نکرده اشاره کرد.